# شهرداری خاراگاولی

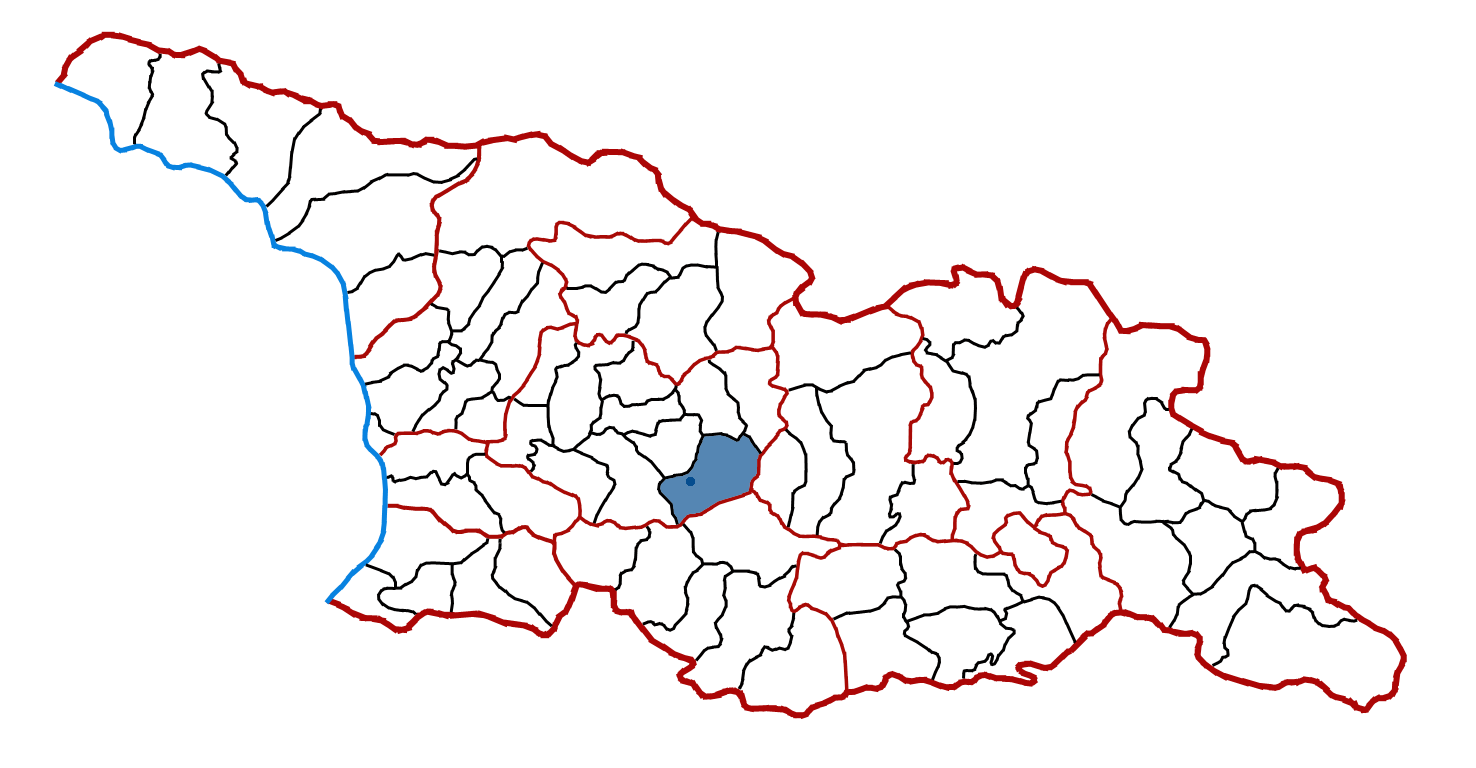
شهرداری خاراگاولی

شهرداری خاراگاولی (گرجی: ხარაგაულის მუნიციპალიტეტი) یکی از شهرداری‌های گرجستان در استان ایمرتی است. مرکز اداری آن خاراگاولی است. مساحت آن ۹۱۴ کیلومتر مربع است. بر اساس سرشماری سال ۲۰۱۴ میلادی، جمعیت آن ۱۹۴۷۳ نفر بوده است.